# Richard Fernández
Richard Ernesto Fernández Rodríguez (Juan Lacaze, 29 de septiembre de 1996) es un futbolista uruguayo que juega de defensa en el Guaireña FC de la Primera División de Paraguay.

## Trayectoria
Fue formado en Plaza Colonia de Uruguay, donde logró debutar, además de lograr un ascenso de Segunda División a Primera, también fue subcampeón de la Primera División Uruguaya. De allí llegó en condición libre al Deportivo Santaní de Paraguay, obteniendo de esta manera su primera experiencia internacional. En 2020 pasó al River Plate del mismo país con el cual logró disputar la Copa Sudamericana jugando un partido, aunque su equipo fue eliminado en la primera fase ante el Deportivo Cali de Colombia.
En 2021 es fichado por el 9 de Octubre, para disputar la Serie A de Ecuador, luego del ascenso del equipo patriota a primera división.

## Clubes
| Club                | País      | Año       |
| ------------------- | --------- | --------- |
| Plaza Colonia       | Uruguay   | 2014-2017 |
| Deportivo Santaní   | Paraguay  | 2018      |
| River Plate         | Paraguay  | 2019-2020 |
| 9 de Octubre        | Ecuador   | 2021      |
| San Martín          | Argentina | 2022      |
| Guaireña FC         | Paraguay  | 2023      |
| Juventud de Colonia | Uruguay   | 2024      |